# SN 2002de
SN 2002de – supernowa typu Ia odkryta 1 czerwca 2002 roku w galaktyce NGC 6104. W momencie odkrycia miała maksymalną jasność 16,00m.